# Barret-de-Lioure
Barret-de-Lioure là một xã thuộc tỉnh Drôme trong vùng Auvergne-Rhône-Alpes đông nam nước Pháp. Xã Barret-de-Lioure nằm ở khu vực có độ cao từ 708-1440 mét trên mực nước biển.